# Кубок европейских чемпионов по волейболу среди женщин 1989/1990
30-й розыгрыш Кубка европейских чемпионов по волейболу среди женщин проходил с 3 ноября 1989 по 25 февраля 1990 года с участием 27 клубных команд стран-членов Европейской конфедерации волейбола (ЕКВ). Финальный этап был проведён в Форли (Италия). Победителем турнира в 6-й раз в своей истории и во 2-й раз подряд стала советская команда «Уралочка» (Свердловск).

## Команды-участницы
| Страна       | Команда                        |                           |
| ------------ | ------------------------------ | ------------------------- |
| Австрия      | «Пост» (Вена)                  | Чемпион Австрии 1989      |
| Албания      | «Динамо» (Тирана)              | Чемпион Албании 1989      |
| Англия       | «Британния» (Лондон)           | Чемпион Англии 1989       |
| Бельгия      | «Темсе» (Темсе)                | Чемпион Бельгии 1989      |
| Болгария     | ЦСКА (София)                   | Чемпион Болгарии 1989     |
| Венгрия      | «Вашаш» (Будапешт)             | Чемпион Венгрии 1989      |
| ГДР          | «Динамо» (Берлин)              | Чемпион ГДР 1989          |
| Греция       | «Ионикос» (Неа-Филаделфия)     | Чемпион Греции 1989       |
| Дания        | «Хольте» (Хольте)              | Чемпион Дании 1989        |
| Израиль      | «Хапоэль» (Мате-Ашер)          | Чемпион Израиля 1989      |
| Испания      | «Аперитивос-Медина» (Мадрид)   | Чемпион Испании 1989      |
| Италия       | «Олимпия Теодора» (Равенна)    | Чемпион Италии 1989       |
| Кипр         | АЭЛ (Лимасол)                  | Чемпион Кипра 1989        |
| Люксембург   | «Олимпик» (Люксембург)         | Чемпион Люксембурга 1989  |
| Нидерланды   | «Аверо-Олимпус» (Снек)         | Чемпион Нидерландов 1989  |
| Польша       | «БКС Сталь» (Бельско-Бяла)     | Чемпион Польши 1989       |
| Португалия   | «Лейшойнш» (Матозиньюш)        | Чемпион Португалии 1989   |
| Румыния      | «Динамо» (Бухарест)            | Чемпион Румынии 1989      |
| СССР         | «Уралочка» (Свердловск)        | Чемпион СССР 1989         |
| Турция       | «Эджзаджибаши» (Стамбул)       | Чемпион Турции 1989       |
| Франция      | «Расинг Клуб де Франс» (Париж) | Чемпион Франции 1989      |
| ФРГ          | «Фойербах» (Штутгарт)          | Чемпион ФРГ 1989          |
| Чехословакия | «Славия» (Братислава)          | Чемпион Чехословакии 1989 |
| Швейцария    | «Монтана» (Люцерн)             | Чемпион Швейцарии 1989    |
| Швеция       | «Уппсала Студентерс» (Уппсала) | Чемпион Швеции 1989       |
| Шотландия    | «Эдскрин Кайл» (Эр)            | Чемпион Шотландии 1989    |
| Югославия    | «Младост» (Загреб)             | Чемпион Югославии 1989    |

## Система проведения розыгрыша
В турнире принимали участие чемпионы 27 стран-членов ЕКВ. Соревнования состояли из квалификации, 1/8 и 1/4 финалов плей-офф и финального этапа. Напрямую в 1/8 финала получили возможность заявить своих представителей страны, команды которых в предыдущем розыгрыше выступали в финальной стадии (Болгария, ГДР, Италия, СССР). Остальные участники 1/8 плей-офф определялись в ходе квалификации.
Финальный этап включал предварительный раунд, полуфинал и два финала (за 3-е и 1-е места).

## Квалификация
3—12.11.1989
 «Аверо-Олимпус» (Снек) —  «Лейшойнш» (Матозиньюш)
3 ноября. 3:0 (15:7, 15:1, 15:2).
5 ноября. 3:1 (15:10, 15:10, 8:15, 15:5).
 «Монтана» (Люцерн) —  «Британния» (Лондон)
4 ноября. 3:0 (15:8, 15:10, 16:14).
11 ноября. 3:0.
 «Хольте» —  «Эдскрин Кайл» (Эр)
4 ноября. 3:0 (15:11, 15:11, 15:9).
11 ноября. 3:1 (15:5, 8:15, 15:4, 15:11).
 «Темсе» —  «Аперитивос-Медина» (Мадрид)
4 ноября. 2:3 (14:16, 6:15, 15:13, 15:13, 11:15).
11 ноября. 1:3.
 «Ионикос» (Неа-Филаделфия) —  «Младост» (Загреб)
4 ноября. 0:3.
12 ноября. 0:3.
 «Олимпик» (Люксембург) —  «Пост» (Вена)
4 ноября. 0:3.
12 ноября. 0:3.
 АЭЛ (Лимасол) —  «Вашаш» (Будапешт)
4 ноября. 0:3.
12 ноября. 0:3.
 «БКС Сталь» (Бельско-Бяла) —  «Динамо» (Тирана)
5 ноября. 1:3 (14:16, 12:15, 15:9, 8:15).
12 ноября. 2:3 (15:9, 10:15, 12:15, 15:12, 9:15).
 «Эджзаджибаши» (Стамбул) —  «Фойербах» (Штутгарт)
5 ноября. 1:3.
12 ноября. 0:3.
 «Динамо» (Бухарест) —  «Хапоэль» (Мате Ашер)
. ноября. 3:0.
. ноября. 3:0.
 «Расинг Клуб де Франс» (Париж) —  «Уппсала Студентерс» (Уппсала)
. ноября. 3:0.
. ноября. 3:0.
От квалификации освобождены:
| «Уралочка» (Свердловск) «Олимпия Теодора» (Равенна) «Славия» (Братислава) | «Динамо» (Берлин) ЦСКА (София) |

## 1/8 финала
2—10.12.1989
 ЦСКА (София) —  «Славия» (Братислава)
2 декабря. 3:0 (15:8, 16:14, 15:6).
9 декабря. 1:3 (15:9, 7:15, 11:15, 6:15).
 «Динамо» (Берлин) —  «Динамо» (Тирана)
2 декабря. 3:1 (10:15, 15:11, 15:13, 15:7).
10 декабря. 0:3 (8:15, 10:15, 9:15).
 «Динамо» (Бухарест) —  «Аперитивос-Медина» (Мадрид)
2 декабря. 3:0 (15:3, 15:4, 15:1).
10 декабря. 3:0 (17:15, 17:15, 15:7).
 «Пост» (Вена) —  «Аверо-Олимпус» (Снек)
3 декабря. 3:2 (15:13, 10:15, 15:9, 13:15, 16:14).
10 декабря. 0:3 (9:15, 9:15, 10:15).
 «Монтана» (Люцерн) —  «Олимпия Теодора» (Равенна)
. декабря. 0:3.
10 декабря. 0:3 (6:15, 6:15, 3:15).
 «Вашаш» (Будапешт) —  «Хольте» 
. декабря. 3:0.
. декабря. 3:0.
 «Младост» (Загреб) —  «Уралочка» (Свердловск)
3 декабря. 1:3.
10 декабря. 0:3.
 «Фойербах» (Штутгарт) —  «Расинг Клуб де Франс» (Париж)
3 декабря. 0:3.
9 декабря. 0:3.

## Четвертьфинал
17—25.01.1990
 «Аверо-Олимпус» (Снек) —  «Уралочка» (Свердловск)
17 января. 0:3 (9:15, 9:15, 10:15).
24 января. 0:3 (9:15, 6:15, 8:15).
 «Динамо» (Тирана) —  «Динамо» (Бухарест)
18 января. 3:1 (15:6, 10:15, 15:9, 15:4).
25 января. 1:3 (12:15, 15:13, 7:15, 9:15). Общий счёт игровых очков по сумме двух матчей 98:92.
 «Вашаш» (Будапешт) —  «Олимпия Теодора» (Равенна)
18 января. 0:3 (2:15, 4:15, 13:15).
25 января. 0:3.
 ЦСКА (София) —  «Расинг Клуб де Франс» (Париж)
17 января. 2:3.
24 января. 1:3.

## Финальный этап
23—25 февраля 1990.  Форли.
Участники:
 «Олимпия Теодора» (Равенна)

 «Уралочка» (Свердловск)

 «Расинг Клуб де Франс» (Париж)

 «Динамо» (Тирана)
Команды-участницы согласно жребию составляют пары предварительного раунда. Победитель в каждой паре в полуфинале играет против проигравшего в другой. Победители полуфиналов играют в финале, проигравшие — в матче за 3-е место.

### Предварительный раунд
23 февраля
 «Уралочка» —  «Динамо»
3:0 (15:3, 15:7, 15:3)
 «Олимпия Теодора» —  «Расинг Клуб де Франс»
3:0 (15:4, 17:16, 15:2)

### Полуфинал
24 февраля
 «Олимпия Теодора» —  «Динамо»
3:0 (15:3, 15:2, 15:7)
 «Уралочка» —  «Расинг Клуб де Франс»
3:0 (15:11, 15:7, 15:4)

### Матч за 3-е место
25 февраля
 «Динамо» —  «Расинг Клуб де Франс»
3:1 (15:10, 11:15, 15:6, 15:7)

### Финал
25 февраля
 «Уралочка» —  «Олимпия Теодора»
3:1 (16:14, 15:6, 7:15, 15:11)

### Итоги

#### Положение команд
| «Уралочка» (Свердловск)           |
| «Олимпия Теодора» (Равенна)       |
| «Динамо» (Тирана)                 |
| 4. «Расинг Клуб де Франс» (Париж) |

#### Призёры
«Уралочка» (Свердловск): Валентина Маковецкая (Огиенко), Ирина Пархомчук, Ирина Смирнова, Светлана Корытова, Галина Лебедева, Елена Батухтина, Ольга Толмачёва, Лариса Капустина, Юлия Бубнова, Светлана Василевская. Тренер — Николай Карполь.
  «Олимпия Теодора» (Равенна): Мануэла Бенелли, Лилиана Бернарди, Винченца Прати, Люси Ружкова-Вацлавикова, Габриэла Перес дель Солар, Алессандра Дзамбелли, Даниэла Сапорити, Сабрина Бертини, Фабиана Меле, Хельга Кьострини, Дория Карнесекки. Тренер — Серджо Гуэрра.
  «Динамо» (Тирана). Аги Бабули, Мерита Бериша, Алкета Дочи, Мимоза Ибрахими, Гентиана Камбо, Дорина Нишку, Йоргета Кьирици, Эла Тасе, Огерта Тола, Майлинда Джуфи. Тренер — Крешник Тартари.